# Магнолия Зибольда
Магнолия Зибольда (лат. Magnolia sieboldii) — вид цветковых растений, входящий в род Магнолия семейства Магнолиевые, произрастающий в Восточной Азии: в Китае, Японии и Корее. Выращивается в садах как декоративное растение. Относится к наиболее зимостойким представительницам своего рода. Является национальным цветком Северной Кореи. Цветение происходит в мае-июне, а плодоношение — в сентябре-октябре. Размножается черенками, семенами и отводками.

## Ботаническое описание
Магнолия Зибольда является крупным кустарником или небольшим деревом 5—10 м в высоту. Листья имеют форму от эллиптических до яйцевидно-продолговатых, 9—16 см (реже 25 см) длиной и 4—10 см (реже 12 см) шириной, с черешком 1,5—4,5 см. Цветы висячие, чашеобразные, диаметром 7—10 см с 6—12 лепестками. Пестик зеленоватый, а тычинки — красновато-фиолетовые или зеленовато-белые.

## Распространение и экология

### В дикой природе
Естественный ареал магнолии Зибольда распадается на три области. Первая охватывает Корею, достигая на севере вулкана Чанбайшань, что стоит недалеко от границы с Дальним Востоком России. Вторая занимает юг Японской островной дуги. Третья распростёрлась на горы Китая: от окраин плато Юньгуй до окрестностей Шанхая. В Сино-Тибетских горах магнолия Зибольда замещается похожими на неё видами. Один из них — магнолия Вильсона. 
Обитает на крутых горных склонах, спускаясь с гребней к берегам ручьёв и быстрых рек. Почвы тонкие, порой каменистые. Они подолгу окутываются облаками и регулярно поливаются муссонными дождями, но быстро теряют влагу. Когда наступает сезон дующих из Сибирского антициклона холодных сухих ветров, магнолия сбрасывает свои крупные листья. Морозные зимы Чанбайшаня контрастируют с мягкими условиями в субтропической части ареала этого вида.
Достигает максимального постоянства в высотном поясе смешанных хвойно-широколиственных лесов, где большие площади приходятся на вторичные дубняки. Основу таких лесов составляют дуб монгольский, липа амурская, корейский кедр и пихта цельнолистная. В нижнем подъярусе древостоя преобладает клён ложнозибольдов при некотором участии граба сердцелистного, ясеня носолистного, вишни Саржента… В подлеске распространены декоративные, как на подбор, виды: рододендрон Шлиппенбаха, магнолия Зибольда, вейгела цветущая… Лещину постепенно выдавливает из её ниши линдера туполопастная, относящаяся к семейству лавровые. В поясе смешанных листопадно-вечнозелёных лесов магнолия едва пробивается сквозь густые заросли карликового бамбука, что успешнее получается у высококонкурентных стиракса, волчелистника, падуба и линдеры.
На горе Хуаншань магнолия Зибольда вместе с магнолией цилиндрической и энкиантусом растёт во вторичных низкорослых лесах из дуба зубчатого, возникших на границе потенциально коренных лесов из бука Энглера и прискальных лесов из сосны тайваньской.

### В культуре
Полностью зимостойка в Санкт-Петербурге и Владивостоке. В этих приморских городах ежегодно обильно цветёт, сообщается о повторном цветении осенью. Завезена с Дальнего Востока в Алтайский край, где выращивается в открытом грунте, став первой магнолией, которая зацвела в Сибири.
Культивируется садоводами в разных субъектах Российской Федерации, включая Подмосковье и Челябинскую область. Магнолию Зибольда высадили в скверах Владивостока, но это, скорее, единичные случаи. Если говорить обобщённо, то в озеленении отечественных городов данный перспективный вид магнолии используется пока редко. 
Магнолии противопоказаны морозобойные топкие впадины. Желательно прикрыть её от сильных холодных ветров. Рекомендуется сажать в полутени, иначе есть риск ожогов, но в северных широтах допускаются открытые солнечные места. Возвратные весенние холода угрожают будущему цветению при слишком раннем начале вегетации или коротком безморозном периоде.
Этот вид магнолии высаживают одиночно или небольшими группами в парках и на садовых участках. Загущать не следует, расстояние между стволами должно быть несколько метров. Оптимальное время для пересадки — весна. Предпочитает слабокислые плодородные почвы. Магнолию лучше размещать таким образом, чтобы наблюдатели смотрели на её пониклые цветки под углом вверх.
К болезням и вредителям относительно устойчива. Возможны общие для магнолий проблемы: тли, бактериальный ожог и грибы. Жуки не только поедают цветки, но и становятся их главными опылителями.

## Подвиды
К подвидам относятся:
- Magnolia sieboldii subsp. sieboldii — Встречается в Корее и прилегающих провинциях Китая. Дерево или крупный кустарник; цветки с 9-12 лепестками и красновато-фиолетовыми тычинками. Размер листьев обычно не превышает 16 см.
- Magnolia sieboldii subsp. japonica K.Ueda — Встречается в Японии и в восточном Китае. Низкий кустарник; цветки с 6 лепестками и зеленовато-белыми тычинками.